# ازگیل
ازگیل (به انگلیسی: Mespilus germanica) درختچه‌ای بزرگ یا درختی کوچک از خانواده گل‌سرخیان است. میوه این درخت که ازگیل نامیده می‌شود، از زمان باستان کشت شده است. این میوه معمولاً در زمستان در دسترس است و پس از رسیدگی بیش از حد خورده می‌شود. ازگیل را می‌توان به‌صورت خام یا در انواع غذاهای پخته مصرف کرد.

## نام
در زبان گیلکی به آن «کونوس»، «کُنوس»؛ در زبان مازندرانی به آن «کِنِس» و «کندس» و در زبان تالشی به آن «فَتَر» می‌گویند.
ریشه نام لاتین germanica به معنای آلمانی است، هرچند این گونه بومی مناطق دیگری است.

## تاریخچه
ازگیل ده هزار سال پیش در جنوب دریای کاسپین در مناطق گیلان و مازندران و قزوین در ایران کشت می‌شد. ۷۰۰ سال پیش از میلاد به یونان و در ۲۰۰ پ. م به روم رسید. کاشت این میوه از طریق رومی‌ها در بقیه اروپا گسترش یافت. در حال حاضر ازگیل در همهٔ جنگل‌های شمال ایران و در همهٔ بلندی‌های کرانه‌های دریا در دامنه جنوبی البرز و مناطق استپی می‌روید.
این گونه ممکن است برای بیش از ۳۰۰۰ سال کشت شده باشد. جغرافی‌دان یونانی باستان، استرابون، در کتاب ۱۶ از جغرافیا (استرابون), فصل ۴، به μέσπιλον (mespilon) اشاره کرده است. مدلار حدود ۷۰۰ سال قبل از میلاد به یونان معرفی شد و حدود ۲۰۰ سال قبل از میلاد به امپراتوری روم وارد شد. این میوه در دوران روم و قرون وسطی گیاه میوه‌ای مهمی بود. با این حال، تا قرن‌های ۱۷ و ۱۸ این میوه توسط سایر میوه‌ها جایگزین شد و امروزه کشت کمی دارد.

## توصیف

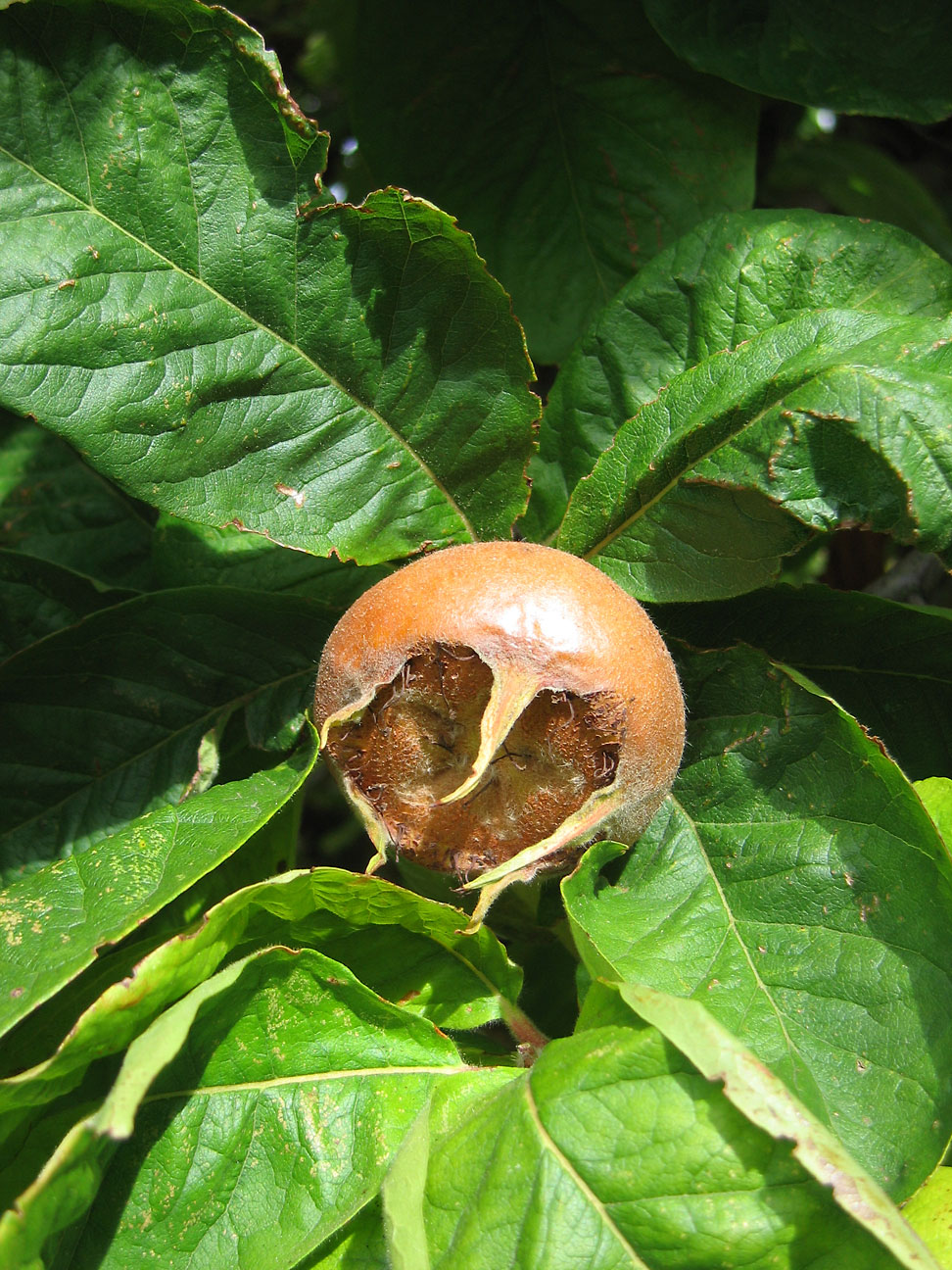
میوه کروی شکل و قهوه‌ای رنگ درخت ازگیل

در شرایط ایدئال، این گیاه برگ‌ریز تا ارتفاع ۸ متر (۲۶ فوت) رشد می‌کند. به‌طور کلی، کوتاه‌تر و بیشتر به‌شکل درختچه است تا درخت. با طول عمر ۳۰ تا ۶۰ سال، این درخت نسبتاً کوتاه‌عمر است. پوست آن خاکستری-قهوه‌ای با ترک‌های عمودی عمیق است که صفحات مستطیلی تشکیل می‌دهد و تمایل به جدا شدن دارند.
شکل وحشی ازگیل معمولاً گیاهی خاردار و بیشتر به‌شکل درختچه است تا درخت، که بین ۱٫۵ و ۴ متر (۵ و ۱۳ فوت) ارتفاع دارد. در گونه‌های کشت‌شده، خارها معمولاً کاهش یافته یا کاملاً از بین رفته‌اند. به‌طور کلی، ازگیل درختی کوچک و برگ‌ریز با تاجی خمیده و تقریباً گرد است. تنه آن شکلی نامنظم دارد. ارتفاع درخت بین ۱ و ۶ متر (۳ ۱⁄۲ و ۱۹ ۱⁄۲ فوت) متغیر است، اما در شرایط کشت می‌تواند بسیار بزرگ‌تر شود. قطر برابر سینه آن معمولاً بین ۲۰ و ۲۵ سانتیمتر (۸ و ۱۰ اینچ) است، اما در موارد استثنایی می‌تواند تا ۵۰ سانتیمتر (۲۰ اینچ) نیز برسد. ریشه‌ها به‌شدت منشعب و گسترده هستند و نوعی ریشه فیبری دارند.
چوب این درخت بافتی ظریف اما بسیار سخت دارد. چوب برون‌آن سفید با ته‌رنگ صورتی است، درحالی‌که مغز چوب قهوه‌ای رنگ است. حلقه‌های سالانه به‌وضوح قابل مشاهده‌اند.
جوانه‌های زمستانی این درخت نوک‌تیز، تخم‌مرغی‌شکل و تا طول ۵ میلیمتر (۱⁄۴ اینچ) هستند. برگ‌ها سبز تیره و بیضی‌شکل هستند، طول آن‌ها بین ۸–۱۵ سانتیمتر (۳–۶ اینچ) و عرضشان بین ۳–۵ سانتیمتر (۱–۲ اینچ) است. سطح زیرین برگ‌ها به‌شدت کرک‌دار است و در پاییز به رنگ قرمز تغییر یافته و سپس می‌ریزند.
گل‌های ازگیل قطری بین ۲–۵ سانتیمتر (۳⁄۴–۲ اینچ) دارند، دم‌گلی کوتاه داشته و در انتهای شاخه‌های جانبی کوتاه، به‌صورت منفرد ظاهر می‌شوند. این گل‌ها دارای پنج کاسبرگ باریک و کشیده و پنج گلبرگ آزاد به رنگ سفید یا صورتی کم‌رنگ هستند. در مقایسه با دیگر درختان میوه در عرض‌های جغرافیایی اروپا، ازگیل بسیار دیرگل است و در ماه‌های مه یا ژوئن گل می‌دهد. گل‌های ازگیل نرماده هستند و توسط زنبورها گرده‌افشانی می‌شوند. به‌طور معمول، خودگرده‌افشانی در این گیاه رخ می‌دهد. پس از گرده‌افشانی، میوه‌هایی پهن، قهوه‌ای مایل به قرمز و کرک‌دار با گوشتی آبدار شکل می‌گیرند. این میوه سیبی است، با قطری حدود ۲–۳ سانتیمتر (۳⁄۴–۱ ۱⁄۴ اینچ) و کاسبرگ‌های گسترده و پایدار که در اطراف هسته مرکزی قرار دارند و به میوه ظاهری «توخالی» می‌بخشند. در گونه‌های کشت‌شده، قطر میوه حتی بین ۳ و ۸ سانتیمتر (۱ ۱⁄۴ و ۳ ۱⁄۴ اینچ) متغیر است.
ساختار زایشی گیاه در گونه‌های وحشی ازگیل معمول است. بذرهای حاصل از این فرایند دارای ظرفیت جوانه زدن بین ۱۸ تا ۲۰ ماه هستند. این بذرها توسط حیوانات مختلفی مانند پرندگان، سنجاب‌ها و گوزن‌ها پراکنده می‌شوند. برخی جورهها نابارورند و بنابراین تنها از طریق تولیدمثل رویشی تکثیر می‌شوند. تعداد کروموزوم در ازگیل ۲n = ۳۲ یا ۲n = ۳۴ گزارش شده است.

## رده‌بندی
تا همین اواخر، ازگیل تنها گونه شناخته‌شده از ازگیل بود. اما در سال ۱۹۹۰، گونه‌ای جدید در آمریکای شمالی کشف شد که اکنون با نام M. canescens شناخته می‌شود. گلابی ژاپنی، با نام علمی Eriobotrya japonica، نسبت به ازگیل ارتباط کمتری با این جنس دارد، در مقایسه با جنس‌هایی مانند زالزالک، املانکیر، Peraphyllum و Malacomeles. با این حال، در گذشته تصور می‌شد که این گونه ارتباط نزدیکی با ازگیل دارد و هنوز هم گاهی با نام «ازگیل چینی» یا «ازگیل ژاپنی» شناخته می‌شود.

### سیستماتیک
در گونه ازگیل، ۲۳ آرایه متمایز شناسایی شده‌اند که شامل انواع وحشی، نیمه‌وحشی، زینتی و دارای خاستگاه‌های گوناگون هستند. در میان آن‌ها، انواع زیر شناخته شده‌اند:
- Mespilus germanica var. gigantea Kirchn. با میوه‌های بسیار بزرگ
- Mespilus germanica var. abortiva Kirchn. با میوه‌های بدون دانه
- Mespilus germanica var. argenteo-variegata با برگ‌های ابلق سفید به عنوان گیاه زینتی
- Mespilus germanica var. aureo-variegata با برگ‌های ابلق زرد به عنوان گیاه زینتی

رقم های ازگیل که برای میوه‌شان کشت می‌شوند شامل 'Hollandia', 'Nottingham' و 'Russian', و همچنین گونه‌های دارای میوه بزرگ‌تر مانند 'Dutch' (که به نام‌های 'Giant' یا 'Monstrous' نیز شناخته می‌شود)، 'Breda giant' و 'Large Russian' هستند. رقم 'Royal' دارای بازدهی بسیار بالا است، 'Early medlar' با رسیدگی زودهنگام و میوه‌های باکیفیت، و 'Seedless' دارای میوه‌های بدون دانه اما با کیفیت پایین است. رقم 'Nottingham' موفق به دریافت جایزه گاردن مریت از انجمن سلطنتی باغبانی شده است.
مدتی تصور می‌شد که این گونه دارای ذخایر ژنتیکی محدودی است و بنابراین در معرض خطر فرسایش ژنتیکی بالایی قرار دارد، زیرا در قرون اخیر این میوه از نظر اقتصادی مورد توجه قرار نگرفته است. با این حال، یافته‌های کنونی نشان می‌دهند که جمعیت‌های طبیعی ازگیل از تنوع بالایی برخوردار هستند و پتانسیل ژنتیکی بالایی دارند که می‌توان از آن برای بهبود تولید از طریق استفاده از ژنوتیپ‌های خاص بهره برد.

## اکولوژی

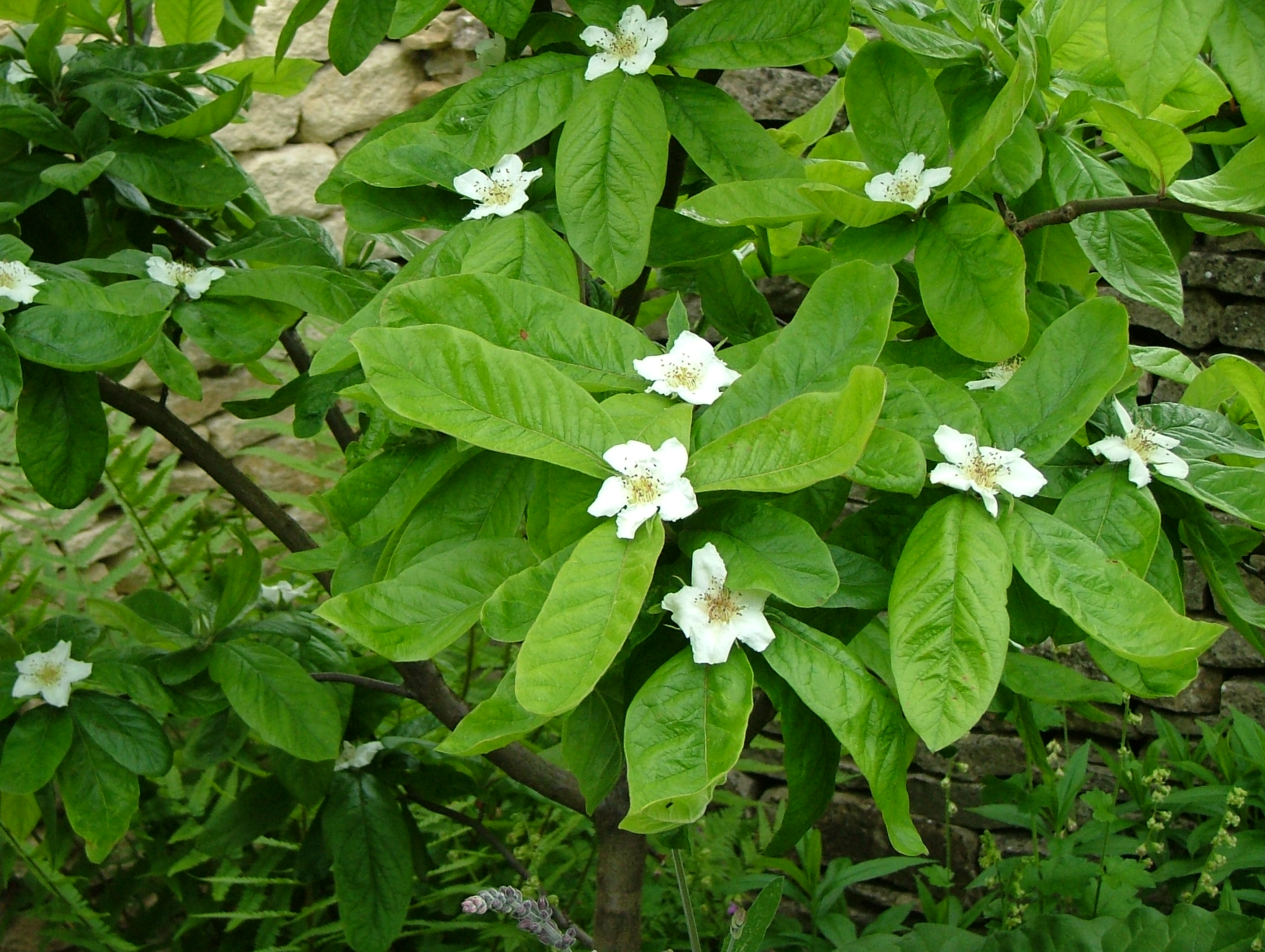
گل‌های سفید رنگ درخت ازگیل

### بیماری‌های گیاهی
ازگیل تنها به ندرت توسط بیماری‌ها مورد حمله قرار می‌گیرد یا توسط حشرات آسیب می‌بیند. در مزارع، لاروهای پروانه‌های مین‌زن برگ از گونه Lithocolletis blancardella ممکن است باعث آسیب شوند. همچنین، به‌ویژه در سال‌هایی که بارندگی زیاد است، قارچ Monilinia fructigena می‌تواند مشکل‌ساز شود. این قارچ لکه‌های قهوه‌ای بر روی میوه ایجاد می‌کند و به گسترش خود ادامه می‌دهد تا زمانی که میوه کاملاً فاسد شود.
ازگیل همچنین می‌تواند توسط Podosphaera clandestina که عامل بیماری سفیدک پودری است، آلوده شود که می‌تواند باعث پژمردگی برگ‌ها و جوانه‌ها شود و همچنین توسط Entomosporium mespili که باعث لکه‌های برگ می‌شود. مدلار مانند سایر گونه‌های خانواده گل سرخ که برای تکثیر استفاده می‌شوند، حساس به Erwinia amylovora است که عامل بیماری بلاست آتش است.

## کشت
پوم‌های ازگیل  یکی از معدود میوه‌هایی هستند که در زمستان قابل خوردن می‌شوند، که آن را به درختی مهم برای باغبانانی تبدیل می‌کند که می‌خواهند میوه‌ای در طول سال داشته باشند.
انواع کشت شده از طریق مایه‌کوبی و پیوند بر روی پایه‌های مختلفی مانند گونه‌های زالزالک (سوزن‌سرو)، دمنوش کوهستان، گلابی یا به برای بهبود عملکرد در خاک‌های مختلف تکثیر می‌شوند. انواع درختان ۶ تا ۷ سال پس از پیوند به باردهی کامل می‌رسند و برای ۲۰ تا ۲۵ سال آن را حفظ می‌کنند. تولید میوه بسته به نوع و سن درخت، بین ۳۰ و ۷۰ کیلوگرم (۷۰ و ۱۵۰ پوند) در سال متغیر است.
پیوند بر روی نهال‌های مدلار توصیه نمی‌شود زیرا رشد پیوندها به کندی صورت می‌گیرد. آبیاری و کوددهی می‌تواند باعث تحریک رشد در مزارع شود. اگر شاخه‌های بارده بعد از برداشت کوتاه شوند، تشکیل شاخه‌های کوتاه بارور جدید تشویق می‌شود.

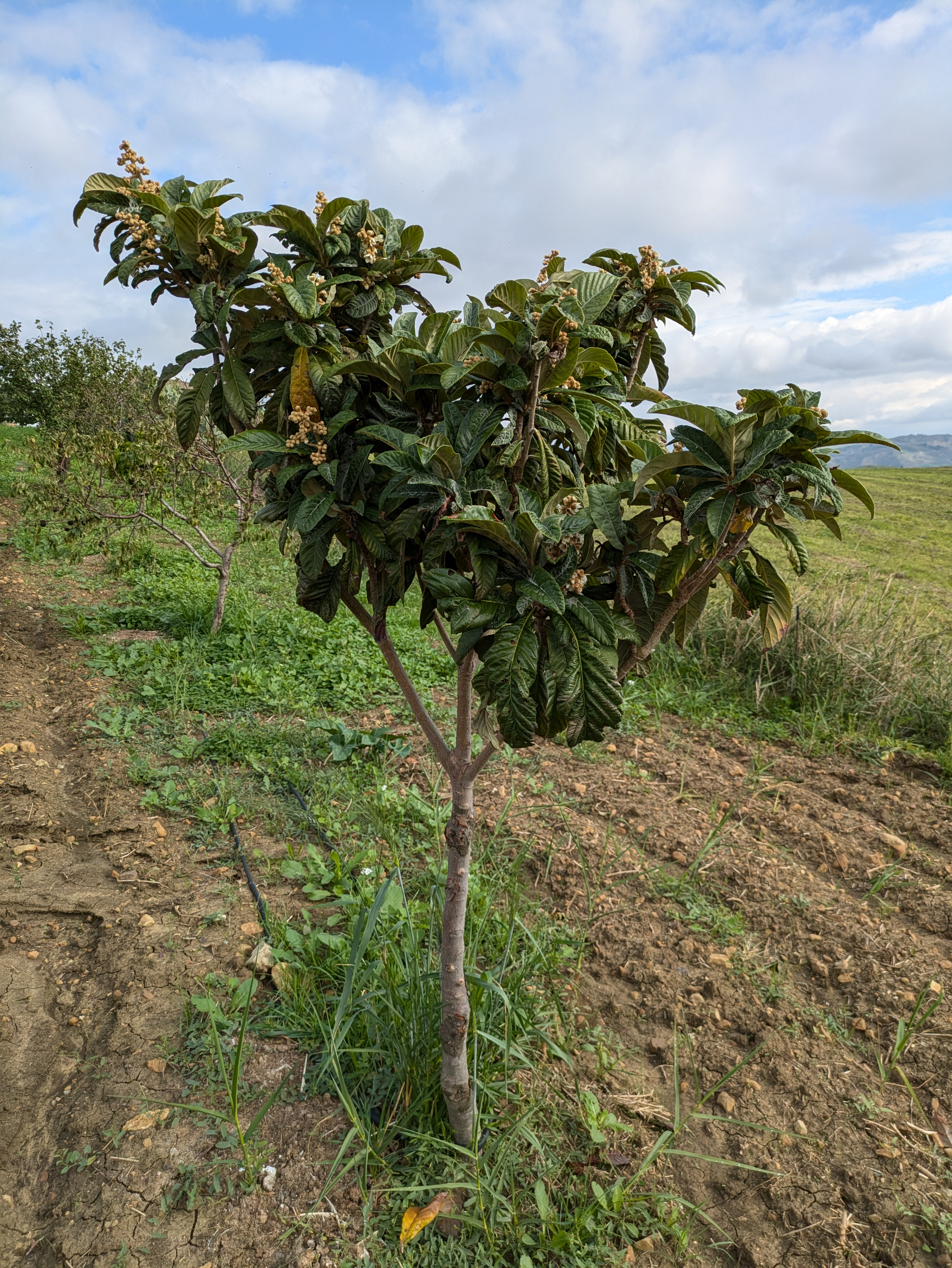
درخت ازگیل
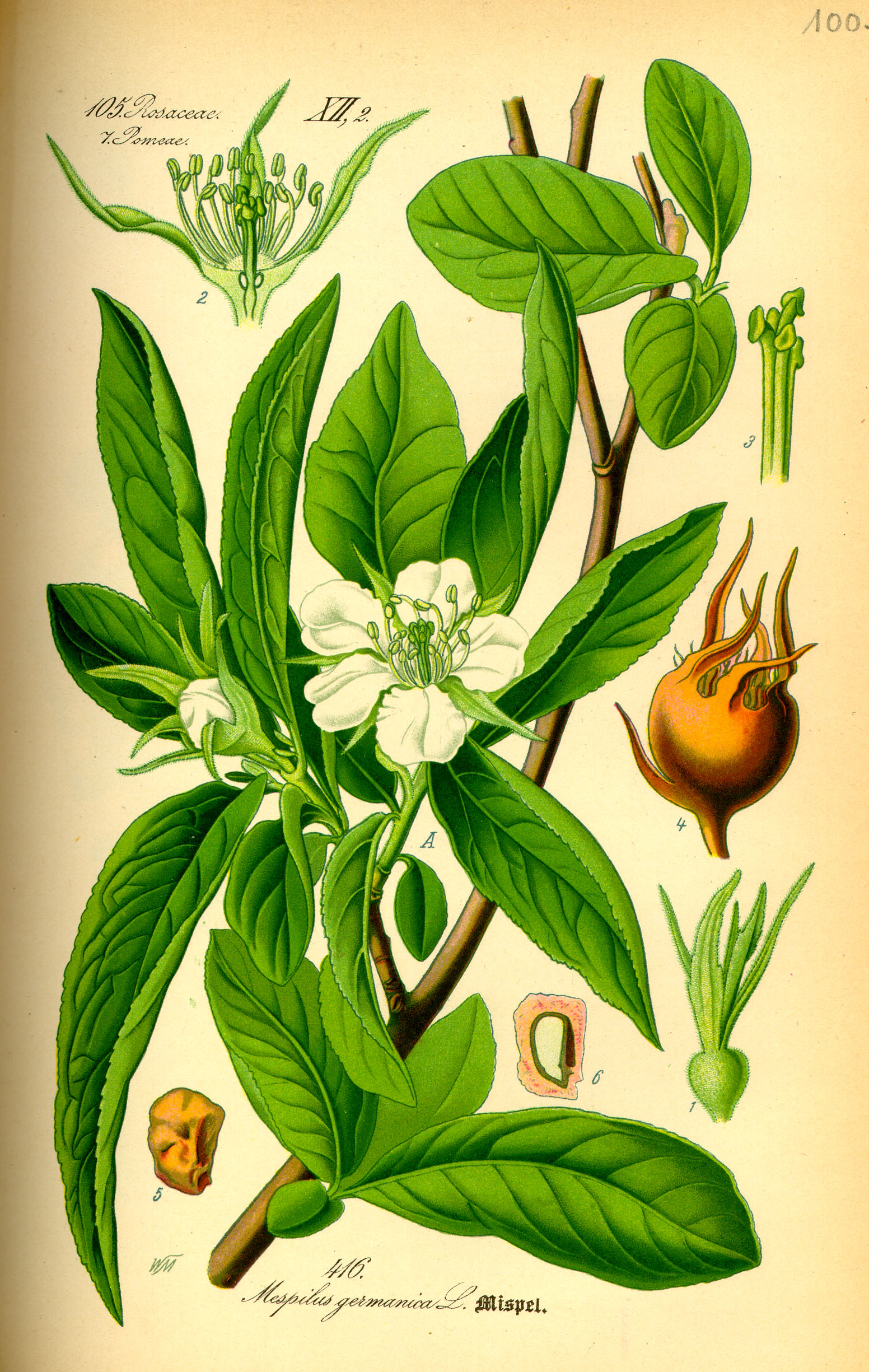
مراحل رشد ازگیل
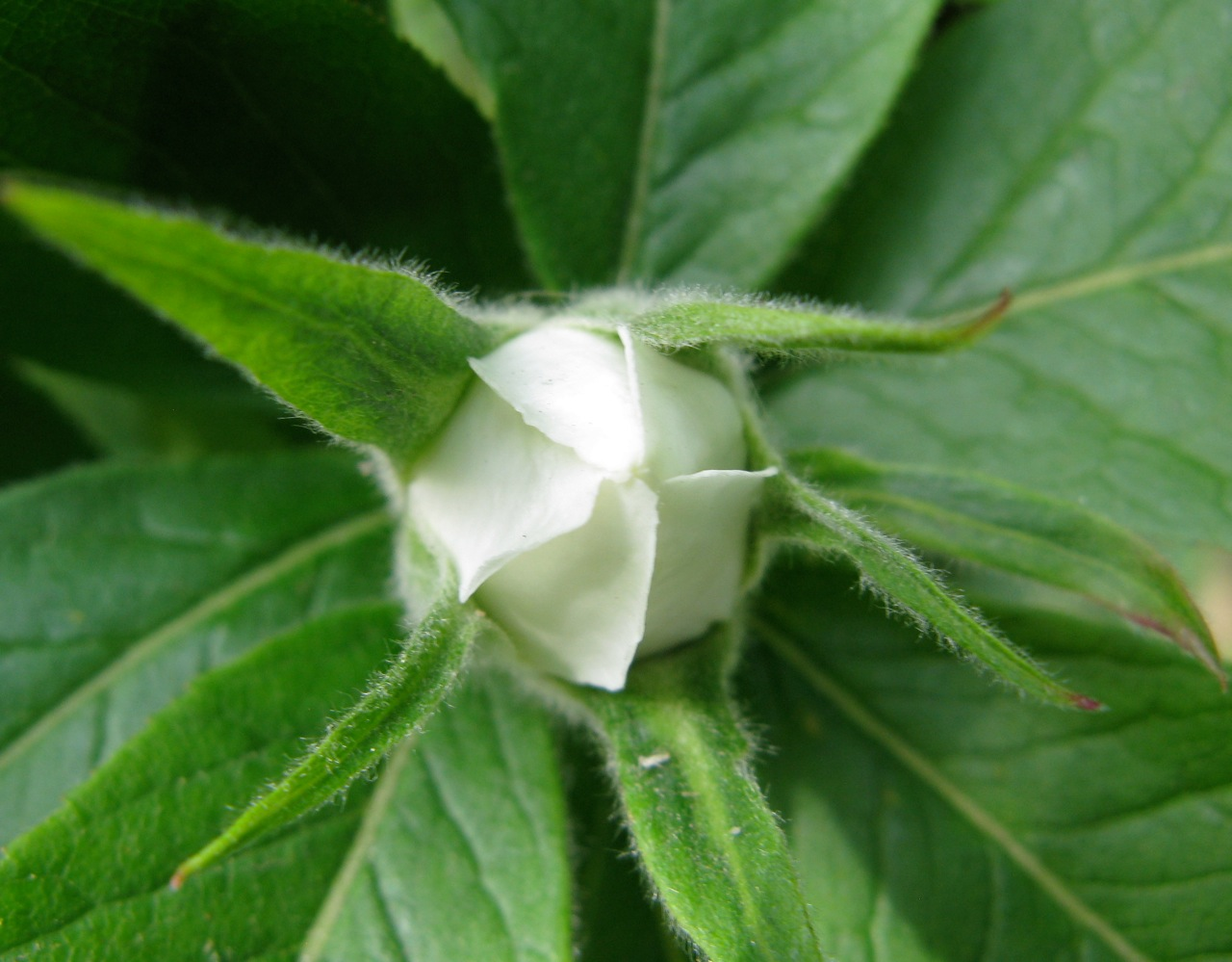
شکوفه ازگیل
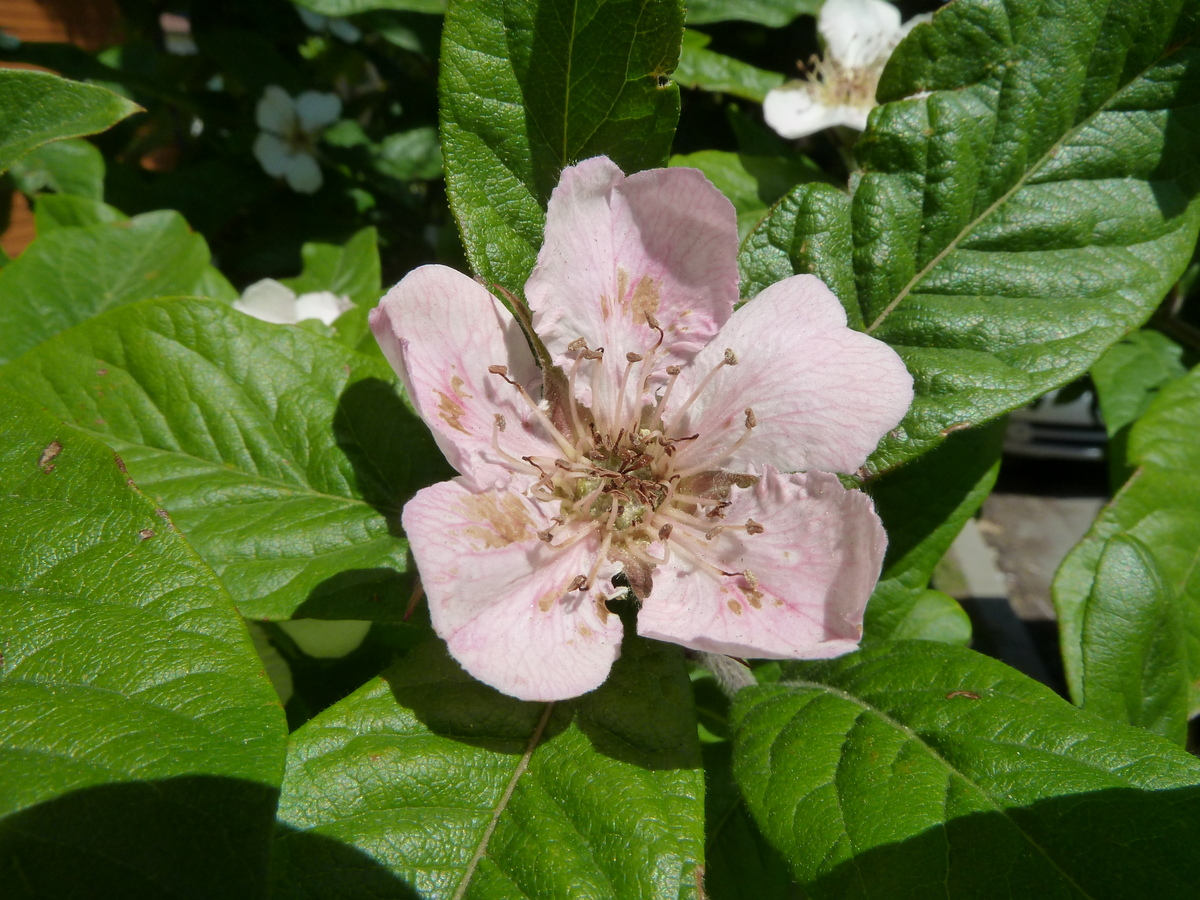
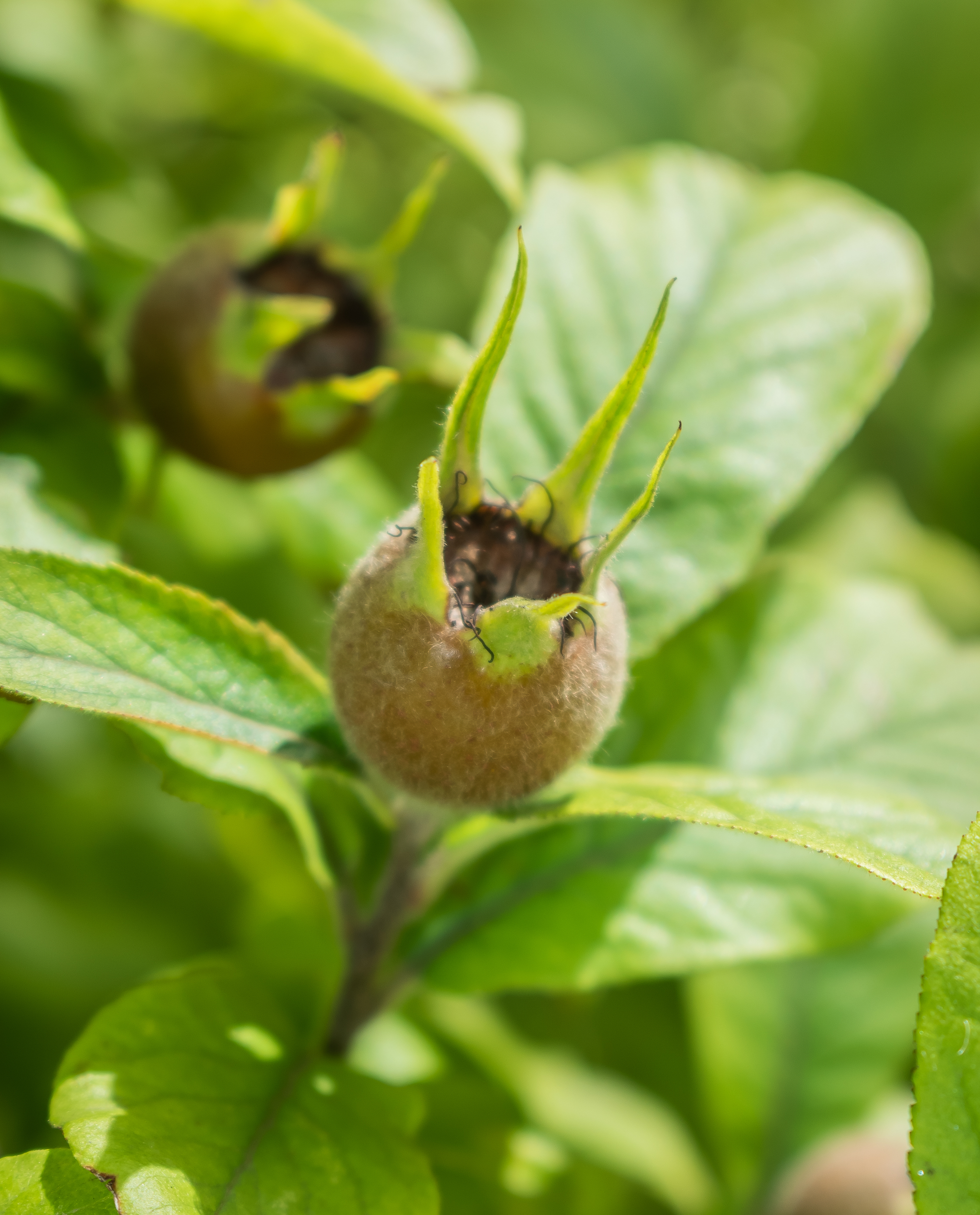
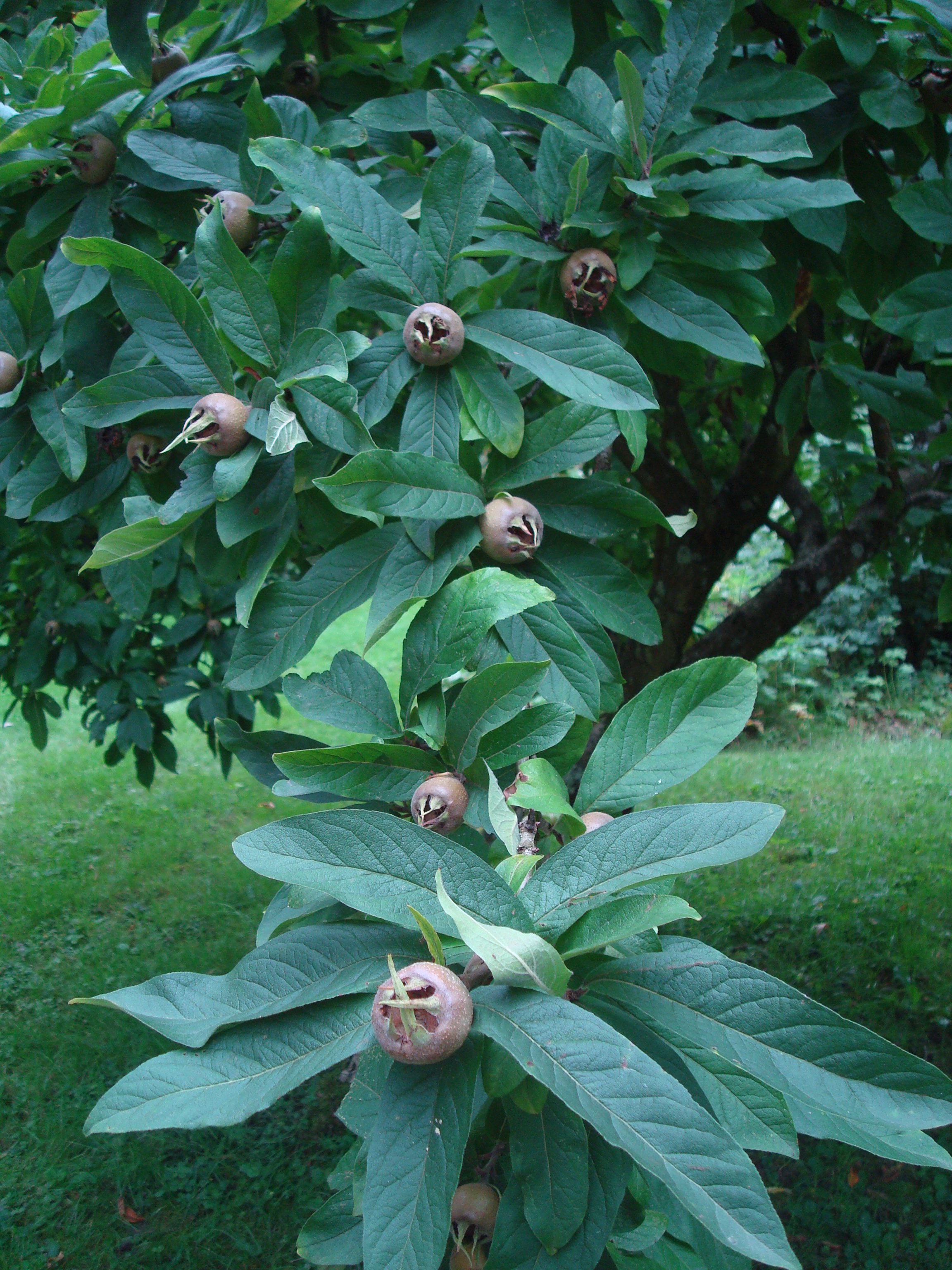
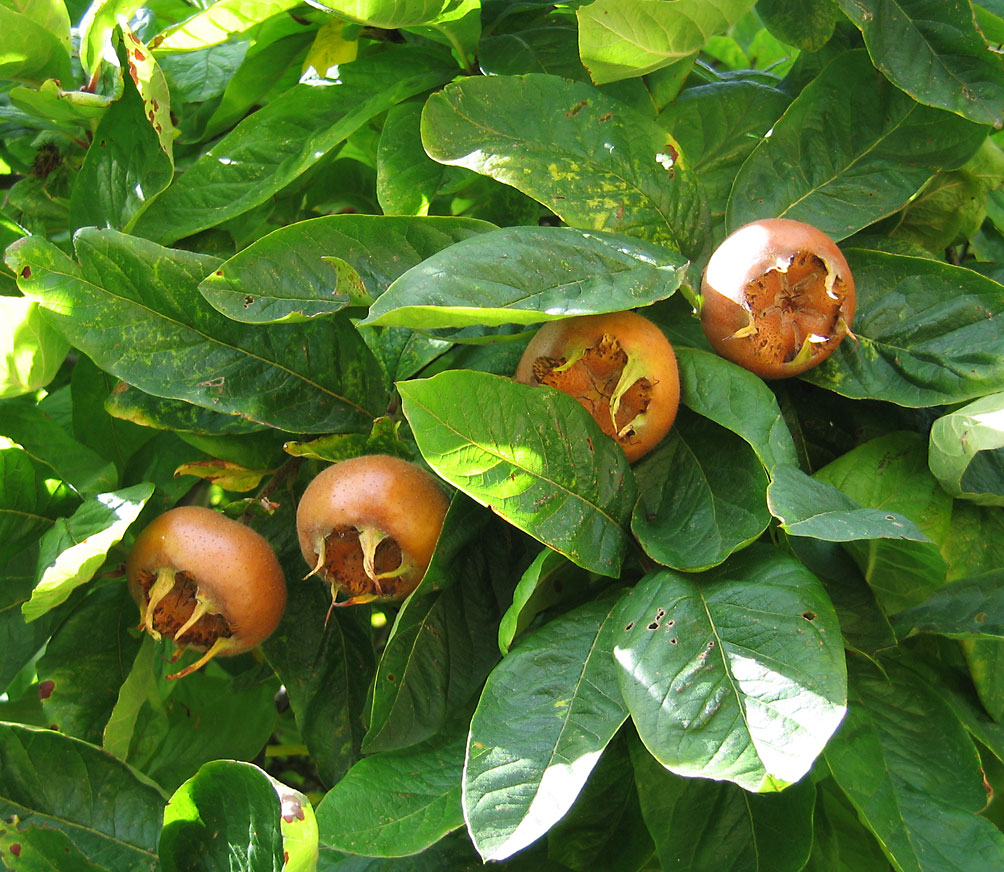
میوه‌های رسیده
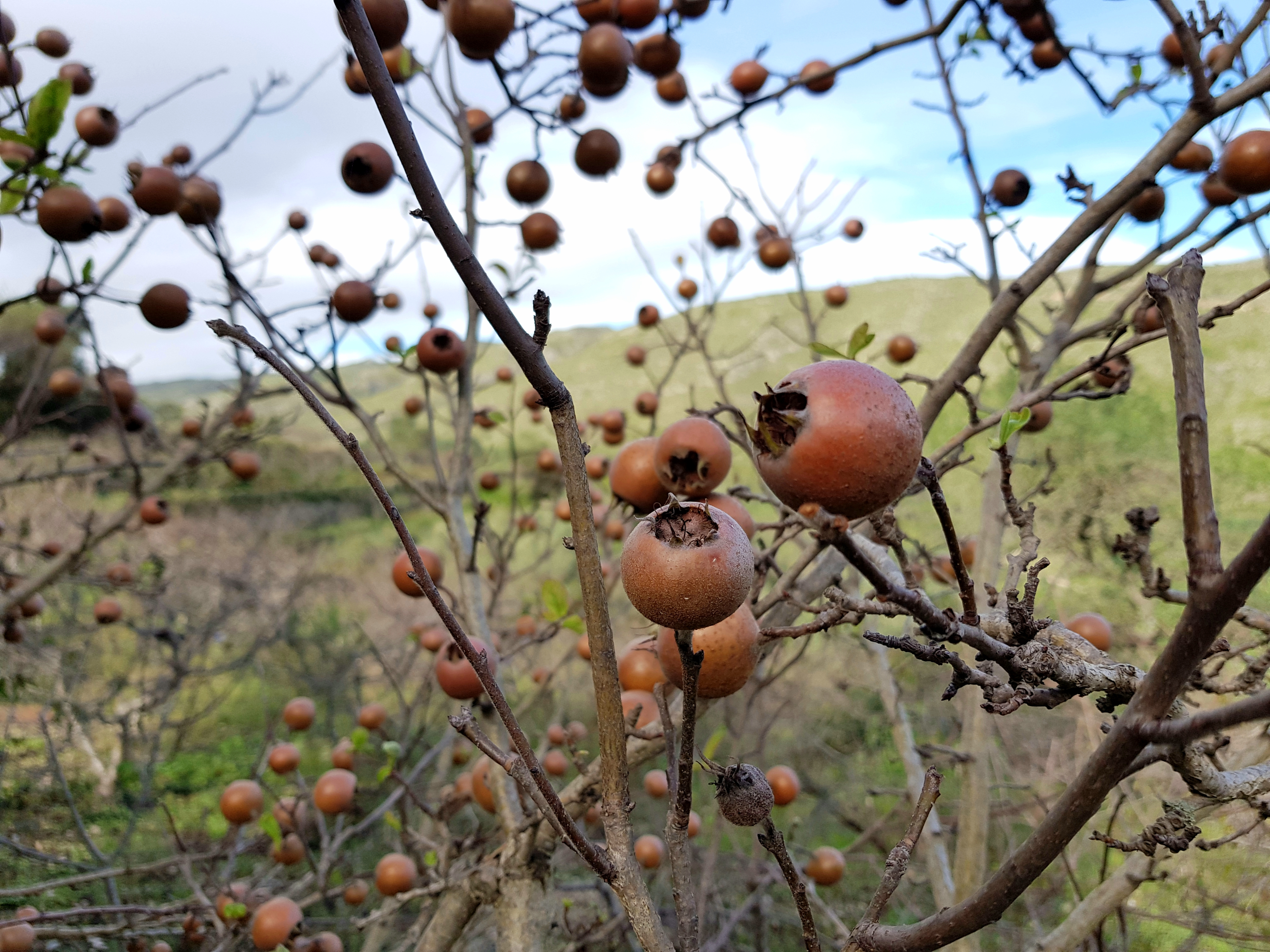

## کاربردها

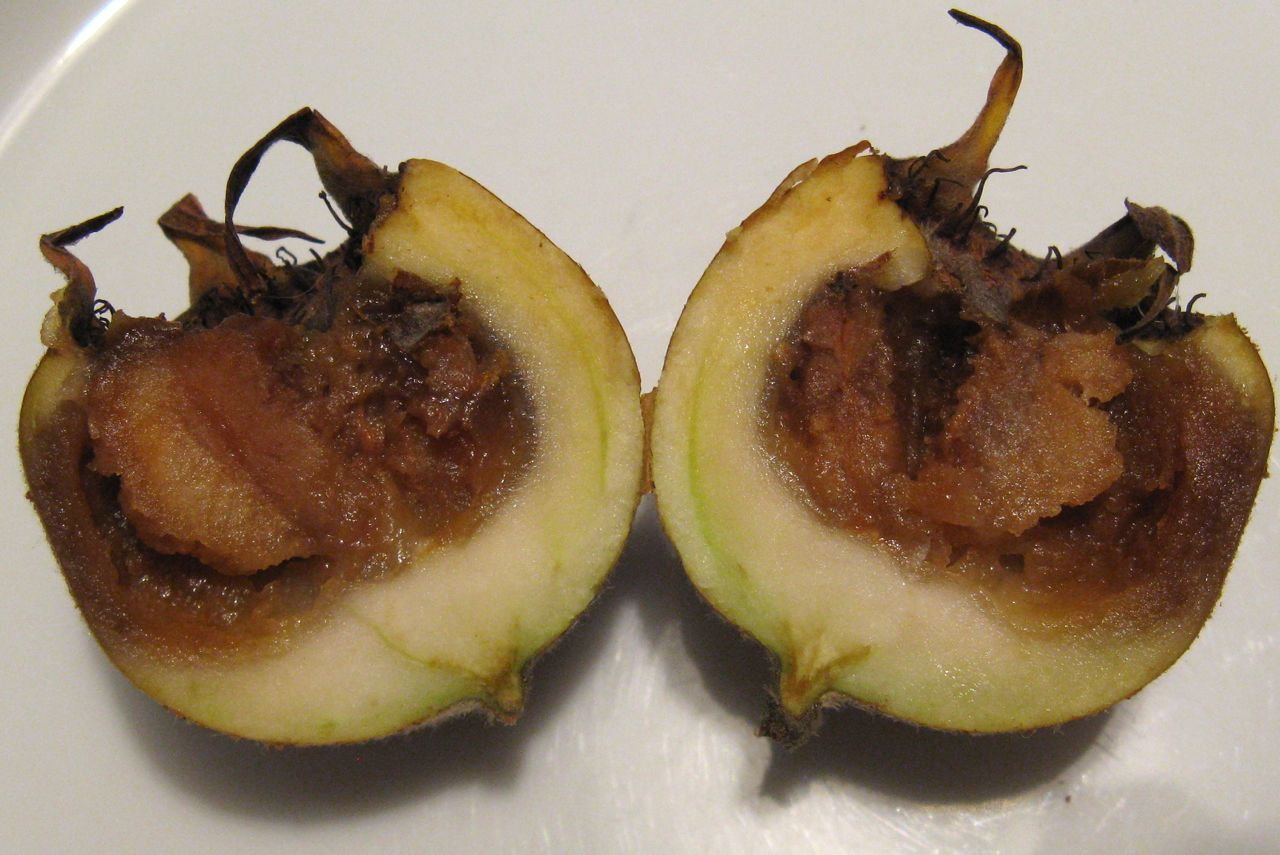
فرایند رسیدگی تأخیری از یک طرف میوه آغاز می‌شود. گوشت میوهٔ رسیدگی‌یافته قهوه‌ای است، در حالی که گوشت میوهٔ رسیده اما هنوز نرسیده به رنگ سفید باقی می‌ماند.

میوه‌های ازگیل اروپایی حتی در حالت رسیده نیز سفت و ترش هستند، اما پس از نرم شدن، فرآیندی که به «رسیدگی تأخیری» (bletting) معروف است، خوراکی می‌شوند. این فرایند می‌تواند بر اثر سرمازدگی رخ دهد یا در شرایط انبارداری، در صورت فراهم بودن زمان کافی، به‌طور طبیعی انجام شود. در این مرحله، میزان جوهر مازو و اسیدهای میوه کاهش یافته، قند آن افزایش می‌یابد و ترکیب مواد معدنی آن تغییر می‌کند.
با شروع نرم شدن، پوست میوه به سرعت چروکیده و به رنگ قهوه‌ای تیره درمی‌آید، در حالی که بافت داخلی آن به قوام و طعمی شبیه به پوره سیب تبدیل می‌شود. این تغییرات ممکن است برای افرادی که با ازگیل اروپایی آشنا نیستند، نشان‌دهندهٔ فساد میوه به نظر برسد.
در استان گیلان، در شمال ایران، برگ‌ها، پوست درخت، میوه و چوب ازگیل اروپایی به‌طور سنتی در طب گیاهی مورد استفاده قرار می‌گیرد.

### استفاده از محصول
پس از فرایند رسیدگی تأخیری، می‌توان میوهٔ ازگیل اروپایی را به‌صورت خام مصرف کرد، گاهی همراه با شکر و خامه. این میوه طعمی دارد که برخی آن را «اکتسابی» توصیف کرده‌اند. همچنین برای تهیهٔ نگهدارنده میوه از آن استفاده می‌شود. از این میوه برای تهیهٔ «پنیر ازگیل» که مشابه کرم میوه است و با استفاده از پالپ میوه، تخم‌مرغ و کره ساخته می‌شود، استفاده می‌گردد.
میوه‌های نارس دارای مقادیر نسبتاً بالایی از جوهر مازو (حدود ۲٫۶٪) هستند و به همین دلیل در دباغی کاربرد دارند. این ماده باعث لخته‌سازی پروتئین‌ها می‌شود و از آن برای کاهش کدورت شراب استفاده می‌شود. در منطقهٔ زارلاند آلمان، نوعی اشناپس از میوهٔ ازگیل اروپایی تولید می‌شود که با زالزالک تصفیه می‌شود.
«چای ازگیل» معمولاً از گونهٔ ازگیل  تهیه نمی‌شود، بلکه از گوجی‌بری که گاهی به‌اشتباه به عنوان «ازگیل قرمز» ترجمه می‌شود، ساخته می‌شود.
روغن هستهٔ Mespilus germanica برای نخستین بار در تولید زیست‌دیزل به کار گرفته شده است. این روغن دارای مقدار قابل‌توجهی اسید لینولئیک و اسید اولئیک (حدود ۴۰٪) است و خواص فیزیکی آن امکان جایگزینی با سوخت دیزل را بدون نیاز به تغییر در موتورهای معمولی فراهم می‌کند.
برگ‌های ازگیل اروپایی برای تولید کربن فعال به کار گرفته شده‌اند که می‌تواند فلز سنگین مانند Ni2+ را از محلول‌های آبی حذف کند.
علاوه بر این، نانوذرههای نقره را می‌توان از عصارهٔ ازگیل سنتز کرد. این نانوذرات دارای خواص ضدباکتریایی و زیست‌لایه‌زدایی هستند و در برابر مقاومت چنددارویی سویه‌های بالینی کلبسیلا پنومونیه فعالیت نشان می‌دهند.

## رکوردهای جهانی ازگیل
بزرگ‌ترین ازگیل جهان: ۴۲۰ گرم (ثبت شده در ترکیه، ۲۰۲۳) 

کهنسال‌ترین درخت ازگیل: بیش از ۳۰۰ سال سن (در جنگل‌های هیرکانی ایران)  

گران‌ترین محصول ازگیل: هر کیلو ۱۲۰ دلار (در ژاپن، نوع اصلاح‌شده ژنتیکی)  

منبع: Guinness World Records, 2023

## مواد مغذی و ترکیبات فیتوشیمیایی
به‌طور کلی، میوه‌های ازگیل سرشار از پتاسیم، کلسیم، فسفر، منیزیم و آهن هستند. ازگیل حاوی ترکیبات مختلف مواد شیمیایی گیاهی است که بسته به ژنوتیپ‌های مختلف، میزان رسیدگی میوه، زمان برداشت و شرایط نگهداری، تغییر می‌کنند. این میوه‌ها به‌ویژه غنی از مونوترپن‌ها و اسیدهای آلی هستند. اسیدهای آمینه، قندها و اسیدهای آلی بر طعم این میوه تأثیر دارند. به دلیل خواص ادرارآور و قابض، از این میوه‌ها در طب سنتی استفاده شده است.
در سال‌های ۱۹۸۴ و ۱۹۸۵، مقادیر زیر برای میوهٔ همگن‌شده گزارش شده است:
| بازه زمانی | ویتامین ث (mg/l) | گلوکز (mg/l) | فروکتوز (mg/l) | پتاسیم (ppm) | کلسیم (ppm) |
| ---------- | ---------------- | ------------ | -------------- | ------------ | ----------- |
| اوایل ۱۹۸۴ | ۱٫۶۴             | ۵۳٫۷۵        | ۳۷٫۳۱          | ۴۷٫۲۰        | ۴٫۷۰        |
| اواخر ۱۹۸۴ | ۱٫۵۴             | ۶۱٫۷۴        | ۷۰٫۰۶          | ۴۳٫۰۰        | ۴٫۵۰        |
| اوایل ۱۹۸۵ | ۲٫۶۴             | ۴۳٫۵۰        | ۳۵٫۷۰          | ۴۸٫۹۰        | ۵٫۲۰        |
| اواخر ۱۹۸۵ | ۱٫۴۱             | ۶۰٫۳۰        | ۶۰٫۵۰          | ۴۶٫۱۰        | ۵٫۰۰        |

محتوای فروکتوز در طول رشد میوه به‌طور پیوسته افزایش می‌یابد، در حالی که میزان ساکارز به مدت چهار ماه افزایش یافته و سپس کاهش می‌یابد. میزان تانن و اسیدهای میوه، به‌ویژه اسید اسکوربیک، در طی رشد میوه کاهش پیدا می‌کند. در میوهٔ رسیده، گلوتامیک اسید و اسید آسپارتیک ترکیبات اصلی آمینواسیدی هستند، اما ترکیب کلی اسیدهای آمینه نیز در طول رشد میوه تغییر می‌کند.